# Апріорі
Апріорі (лат. a priori — первісно) — філософський термін, який означає те, що передує досвіду. Протилежний термін, апостеріорі, позначає те, що випливає з досвіду. Апріорі — саме собою зрозуміло.

## Філософія
Апріорне знання — поняття ідеалістичної філософії, яке означає знання, що ґрунтуються на абстрактних міркуваннях, не спираючись на досвід і практику. Апріоризм — специфічна риса філософії Іммануїла Канта. Матеріалізм відкидає ідеалістичні твердження про апріорне знання. Протилежне — апостеріорне знання.
Поняття апріорі й апостеріорі є важливими термінами у філософії Канта. Кант доходить висновку, що в пізнанні світу людина опирається на певні поняття, які не можна вивести з досвіду, тож вони неодмінно закладені в людську свідомість. До таких понять Кант зачисляє поняття часу й простору.
Вже Арістотель розрізняв пізнання речей з їхніх причин — з тих, які складають їхню передумову (цільова, формальна причина) — це пізнання апріорі, пізнання причини з її дії — апостеріорне пізнання. Лейбніц змінив зміст терміна «апріорне», припустивши, що пізнання речей з їхніх причин повне лише тоді, коли воно сягає останніх і вищих причин, які він називав «вічними істинами», і прирівнював пізнання апріорі до умоглядних, безпідставних, самоочевидних для розуму знань. Завдяки Вольфу, поняття «апріорі» увійшло в німецьку філософію і було прийняте Кантом. Так, уже у вступі до «Критики чистого розуму», говорячи про сутнісне походження людських знань, Кант писав: «…хоча все наше пізнання і починається з досвіду, разом з досвідом, звідси не випливає, що воно цілком походить з досвіду».
Кант вважав, що через нашу чуттєвість речі спонукають водночас і якусь внутрішню активність людського пізнання, тому навіть досвідне знання «складається з того, що ми сприймаємо за допомогою вражень, і з того, що наша пізнавальна здатність (тільки спонукана чуттєвими враженнями) дає від себе самої…». Проявом цієї активності пізнання і є людська здатність здійснювати не тільки досвідне, а й позадосвідне пізнання. Таке пізнання Кант і називає апріорним. Згодом Кант буде вважати апріорними тільки ті знання, які безумовно не залежать від будь-якого досвіду, а не від того чи іншого конкретного досвіду. І, нарешті, з усіх апріорних знань Кант виділить «чисті апріорні» — ті, до яких абсолютно не домішується ніщо емпіричне, більше того — ті, які мають загальний і необхідний характер. Кант відносив до них порівняно велику сукупність головним чином наукових знань, отримання яких стало вищою метою і завданням людського пізнання загалом: закони, принципи тощо. Найчастіше, за Кантом, вони починаються зі слів: «все», «вся» тощо, стверджуючи деякі положення та принципи щодо певних цілісних класів речей. Ці апріорні, загальні і необхідні знання, згідно з Кантом, не можна отримати емпіричним шляхом, вони формулюються якимось іншим шляхом — додосвідним або позадосвідним. Але апріорні ці знання лише за своєю формою, їхній же зміст виникає з досвіду. Суть кантівського апріоризму полягала отож в акцентуванні того факту, що кожна людина, починаючи процес пізнання, як би заздалегідь володіє якимись формами, що існували вже до нього, які і надають її знанню характер шуканого ідеалу — необхідності та загальності. Кант розрізняв апріорні форми чуттєвості — простір і час — і апріорні форми розуму — чисті розумове поняття чи категорії, розділені ним на 4 класи: кількості, якості, модальності, відношення. Апріорні форми чуттєвості і розуму організують, надають зв'язності та впорядкованості хаотичному знанню, одержаному з досвіду за допомогою відчуттів. У сучасній методології науки до апріорних форм знання зачисляють вихідні постулати науки, хоча й визнається в їхньому виборі момент умовності і конвенціональності.

## Апріорна інформація
Апрі́орна інформ́ація — інформація, що вже є до початку роботи, отримана до проведення експерименту (вимірювань, випробувань тощо) з інших джерел. Її отримують через попередні теоретичні чи експериментальні дослідження. Рідко який експеримент планується без апріорної інформації про властивості величини яка спостерігається.
Для вимірювання радіусу Землі Ератосфен використовував численні апріорні факти і припущення, наприклад що:
- Земля — сфера
- різносторонні кути рівні
- промені сонця паралельні
- відстань між Александрією і Асуаном становить 5 000 стадій (згідно раніших вимірювань бематист[en]ів фараона)
- опівдні в день літнього сонцестояння сонце в Асуані знаходиться в зеніті, бо світло досягає дна найглибших колодязів

Маючи ці факти він виміряв кут падіння сонячних променів знаходячись опівдні в день літнього сонцестояння в Александрії, який дорівнював 7°, або 1/50-у кола. Припускаючи, що Земля має форму кулі, знаючи відстань і напрямок до Суена, він зробив висновок, що окружність Землі є в 50 разів більшою за цю відстань.

## Апріорність у праксеології
Людвіг фон Мізес у «Людській діяльності» так описує роль апріорного знання для розуміння законів людської діяльності, яку досліджує праксеологія:
Ми доводимо не те, що теоретичні науки про людську діяльність мають бути апріорними, а те, що вони завжди були 

такими. Будь-яка спроба розгляду проблем людської діяльності необхідно пов'язана з апріорним мисленням.